# 阪神カップ
阪神カップ（はんしんカップ）は、日本中央競馬会（JRA）が阪神競馬場で施行する中央競馬の重賞競走（GII）である。

## 概要
2006年に新設された重賞競走。従来の中央競馬は長距離を重視した競走体系となっていたが、個々の馬の適性を見出す観点から競走体系を見直し、段階的に短距離競走体系の整備が進められ、スプリンターとマイラーがともに出走可能な新たな魅力をもつ競走と位置づけ、芝1400mのGII競走として創設された。創設時から国際競走に指定され、外国馬も出走可能となっているほか、特別指定交流競走にも指定され、地方競馬所属馬も出走が可能。
格付表記は2007年に日本がパートI国へ昇格した際に「JpnII」へ変更され、2009年から国際格付の「GII」に改められた。
2012年・2013年は有馬記念の翌日に行われ、中央競馬の1年を締めくくる重賞競走となっていた。
2021年より、本競走の優勝馬にはサウジアラビアの国際招待競走1351ターフスプリントへの優先出走権が与えられることになっている。
本競走はGIIながら定量での施行となっており、毎年のようにGI馬が参戦するためレベルが高くなりやすく、俗に「スーパーGII」と称される。

### 競走条件
出走資格：サラ系3歳以上
- JRA所属馬
- 地方競馬所属馬（2頭まで）
- 外国調教馬（9頭まで、優先出走）

負担重量：定量（3歳57kg、4歳以上58kg、牝馬2kg減）
中央競馬で施行する古馬混合のGII競走で負担重量が定量なのは、本競走と札幌記念のみ。

### 賞金
2023年の1着賞金は6700万円で、以下2着2700万円、3着1700万円、4着1000万円、5着670万円。

## 歴史
- 2006年 - 3歳以上の馬による重賞競走（GII[注 1]）として新設、阪神競馬場の芝1400mで施行。
- 2007年 - 日本のパートI国昇格に伴い、格付表記をJpnIIに変更。
- 2009年
  - 外国調教馬の出走枠が9頭に拡大。
  - 格付表記をGII（国際格付）に変更。
- 2012年 - 「近代競馬150周年記念」の副称を付けて施行。
- 2024年 ｰ 阪神競馬場リフレッシュ工事に伴う開催日割の変更のため京都競馬場で施行[4]。

### 歴代優勝馬
コース種別を表記していない距離は、芝コースを表す。競馬場は第18回まで阪神。第19回は京都で施行。距離は全て1400mである。
| 回数   | 施行日         | 優勝馬             | 性齢 | タイム | 優勝騎手     | 管理調教師 | 馬主                     | 1着賞金  |
| ------ | -------------- | ------------------ | ---- | ------ | ------------ | ---------- | ------------------------ | -------- |
| 第1回  | 2006年12月17日 | フサイチリシャール | 牡3  | 1:20.6 | 福永祐一     | 松田国英   | 関口房朗                 | 7000万円 |
| 第2回  | 2007年12月16日 | スズカフェニックス | 牡5  | 1:20.6 | 武豊         | 橋田満     | 永井啓弐                 | 7000万円 |
| 第3回  | 2008年12月21日 | マルカフェニックス | 牡4  | 1:21.6 | 福永祐一     | 松永昌博   | 河長産業（株）           | 7000万円 |
| 第4回  | 2009年12月20日 | キンシャサノキセキ | 牡6  | 1:20.4 | M.デムーロ   | 堀宣行     | 吉田和美                 | 7000万円 |
| 第5回  | 2010年12月18日 | キンシャサノキセキ | 牡7  | 1:20.3 | C.スミヨン   | 堀宣行     | 吉田和美                 | 7000万円 |
| 第6回  | 2011年12月17日 | サンカルロ         | 牡5  | 1:20.5 | 吉田豊       | 大久保洋吉 | （有）社台レースホース   | 7000万円 |
| 第7回  | 2012年12月24日 | サンカルロ         | 牡6  | 1:21.0 | 吉田豊       | 大久保洋吉 | （有）社台レースホース   | 6500万円 |
| 第8回  | 2013年12月23日 | リアルインパクト   | 牡5  | 1:21.4 | R.ムーア     | 堀宣行     | （有）キャロットファーム | 6500万円 |
| 第9回  | 2014年12月27日 | リアルインパクト   | 牡6  | 1:20.7 | W.ビュイック | 堀宣行     | （有）キャロットファーム | 6500万円 |
| 第10回 | 2015年12月26日 | ロサギガンティア   | 牡4  | 1:21.4 | M.デムーロ   | 藤沢和雄   | （有）社台レースホース   | 6500万円 |
| 第11回 | 2016年12月24日 | シュウジ           | 牡3  | 1:21.9 | 川田将雅     | 須貝尚介   | 安原浩司                 | 6700万円 |
| 第12回 | 2017年12月23日 | イスラボニータ     | 牡6  | 1:19.5 | C.ルメール   | 栗田博憲   | （有）社台レースホース   | 6700万円 |
| 第13回 | 2018年12月22日 | ダイアナヘイロー   | 牝5  | 1:21.1 | 菱田裕二     | 大根田裕之 | （株）駒秀               | 6700万円 |
| 第14回 | 2019年12月21日 | グランアレグリア   | 牝3  | 1:19.4 | C.ルメール   | 藤沢和雄   | （有）サンデーレーシング | 6700万円 |
| 第15回 | 2020年12月26日 | ダノンファンタジー | 牝4  | 1:19.7 | 藤岡佑介     | 中内田充正 | （株）ダノックス         | 6700万円 |
| 第16回 | 2021年12月25日 | グレナディアガーズ | 牡3  | 1:20.3 | C.デムーロ   | 中内田充正 | （有）サンデーレーシング | 6700万円 |
| 第17回 | 2022年12月24日 | ダイアトニック     | 牡7  | 1:20.2 | 岩田康誠     | 安田隆行   | （有）シルクレーシング   | 6700万円 |
| 第18回 | 2023年12月23日 | ウインマーベル     | 牡4  | 1:19.3 | 松山弘平     | 深山雅史   | （株）ウイン             | 6700万円 |
| 第19回 | 2024年12月21日 | ナムラクレア       | 牝5  | 1:20.1 | C.ルメール   | 長谷川浩大 | 奈村睦弘                 | 6700万円 |

## 同名の競走
米国のチャーチルダウンズ競馬場では阪神競馬場と姉妹提携を結んでいることから、チャーチルダウンズカップとの交換競走として同名の競走（Hanshin Cup Stakes）が行われている。